# Alfred Klingler
Alfred Klingler   (Leipzig, 25 d'octubre de 1912 - segle XX) fou un jugador d'handbol alemany que va competir durant la dècada de 1930.
El 1936 va prendre part en els Jocs Olímpics de Berlín, on guanyà la medalla d'or en la competició d'handbol. El 1938 fou membre de l'equip alemany que guanyà el primer campionat del món d'hanbdol a onze.
Després de la Segona Guerra Mundial va fer d'entrenador al SF RW Rohrbach.